# Limfjord
Le Limfjord (en danois : Limfjorden) est un bras de mer peu profond du Danemark qui sépare l'île de Vendsyssel-Thy du reste de la péninsule du Jutland. Il s'étend du canal de Thyborøn sur la mer du Nord à Hals sur le Kattegat. Il mesure environ 180 km de longueur avec une largeur et une forme irrégulières avec plusieurs baies, des passages resserrés, et des îles, dont l'île Mors. Sa profondeur maximale est de vingt-quatre mètres à Hvalpsund. Le port principal est Aalborg où une voie de chemin de fer et un pont routier traversent le bras de mer vers Nørresundby. La route européenne 45 le franchit par un tunnel plus à l'est.

## Histoire
Au Moyen Age, le Limfjord était utilisé pour passer de la mer du Nord au Kattegat et la mer Baltique en évitant les eaux plus tumultueuses du Skagerrak. Le passage était peu profond, d'où l'utilisation de bateaux à fond plat comme la cogue ou la houlque, surtout au Moyen Âge tardif. 
Le passage s'est ensuite ensablé et le passage n'a plus été possible. Le Limfjord fut relié à la mer du Nord le 3 février 1825 quand une inondation maritime réussit à percer un passage, appelé canal d'Agger, à travers l'extrémité nord de l'Agger Tange, isthme de 13 km de long et de moins d'1 km de large qui reliait jusque-là Vendsyssel-Thy au reste du Jutland. 
En 1862, une autre inondation perça une nouvelle ouverture, le canal de Thyborøn, au sud de l'Agger Tange.
Cependant, le canal d'Agger se remplissant continuellement de sable fut par la suite comblé en 1877.
Le Limfjord est connu pour ses moules (Mytilus edulis) et ses huîtres de taille exceptionnelle.

## Galerie de photos

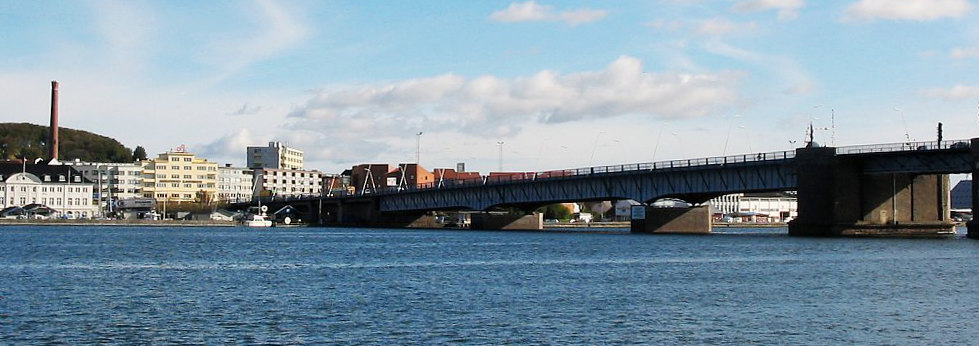
Le pont reliant, au-dessus du Limfjord, Aalborg à Nørresundby.
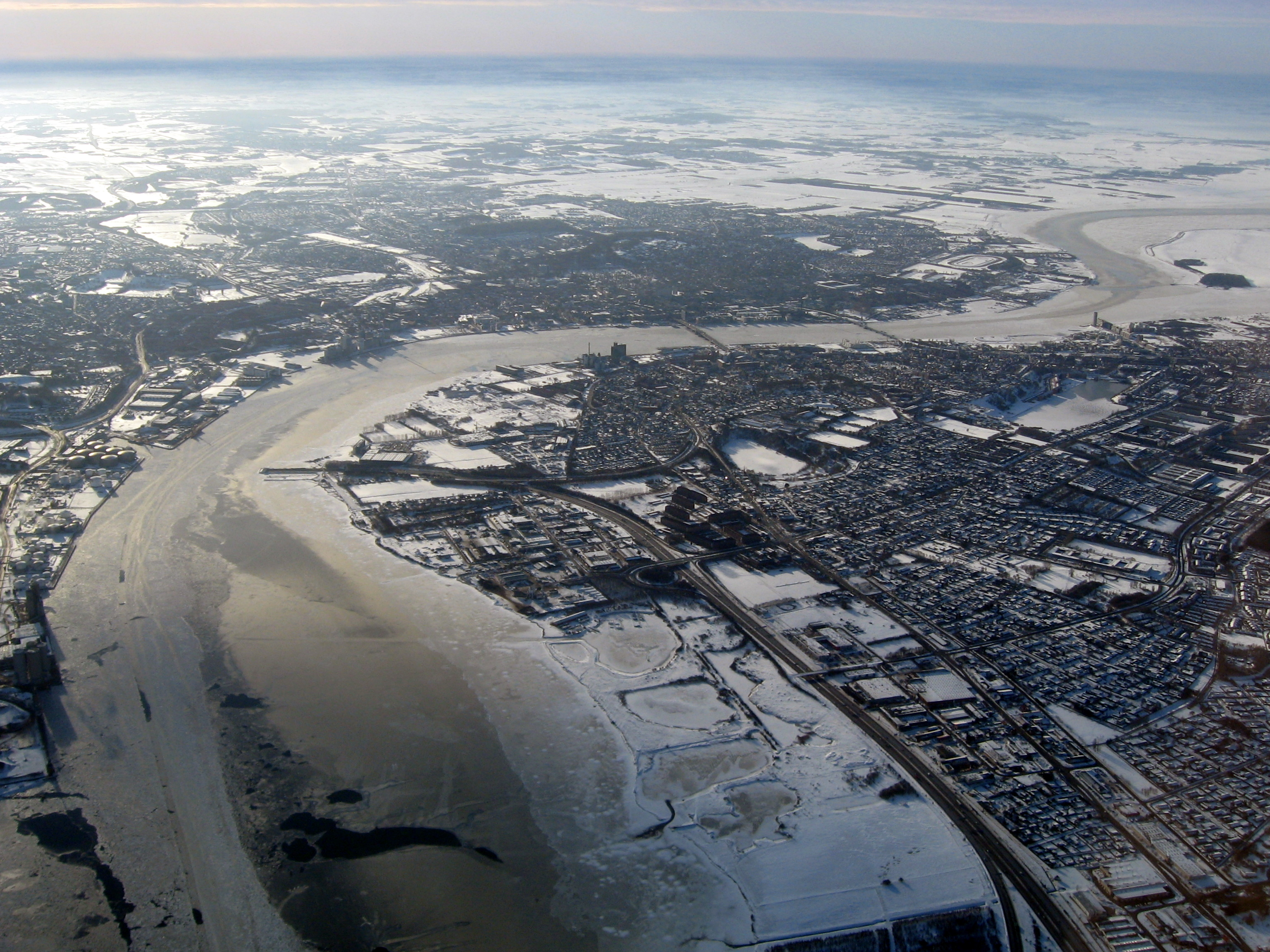
Vue aérienne hivernale du Limfjord à Aalborg.